# Vysoká u Holic

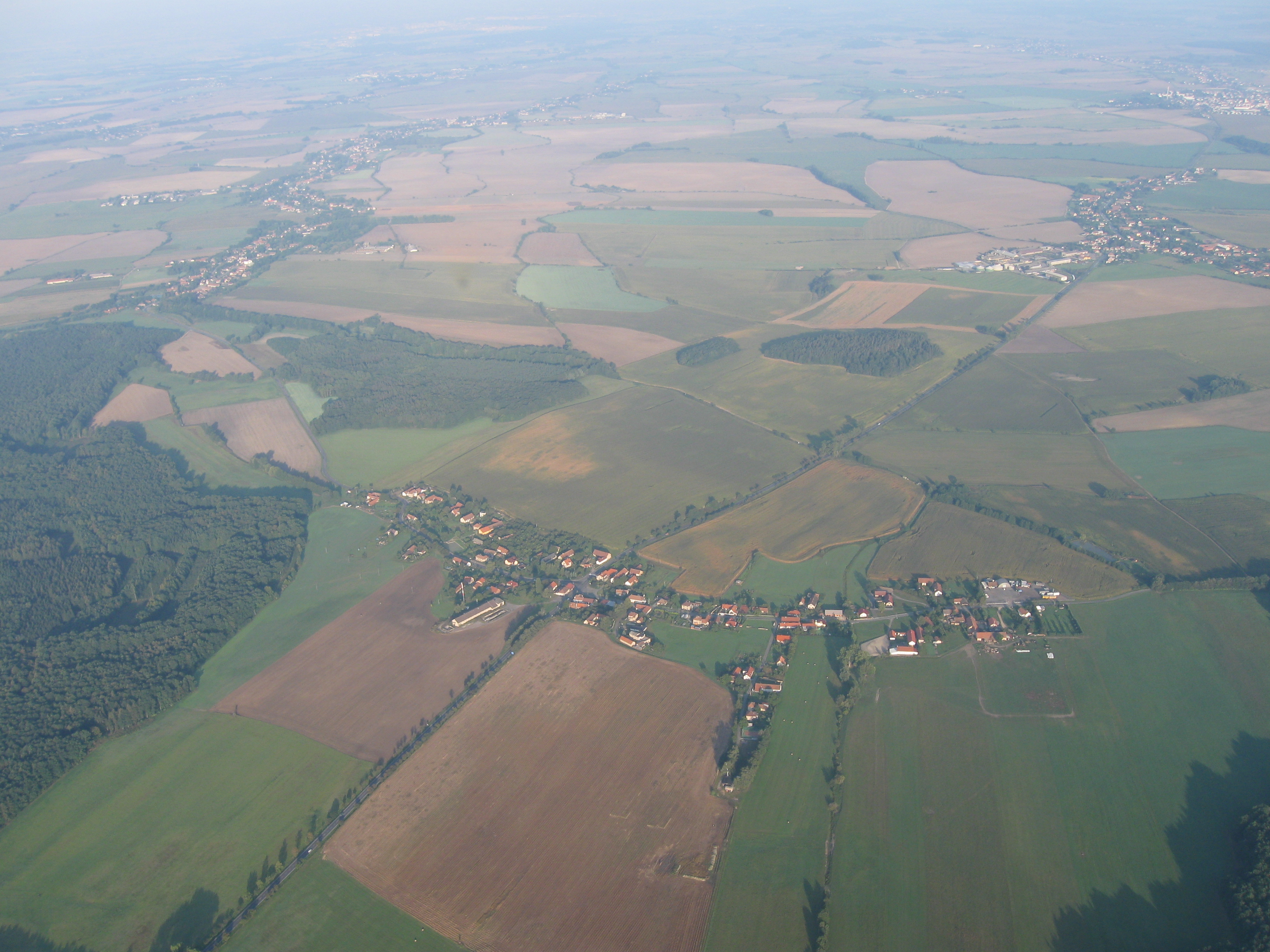
Luftaufnahme

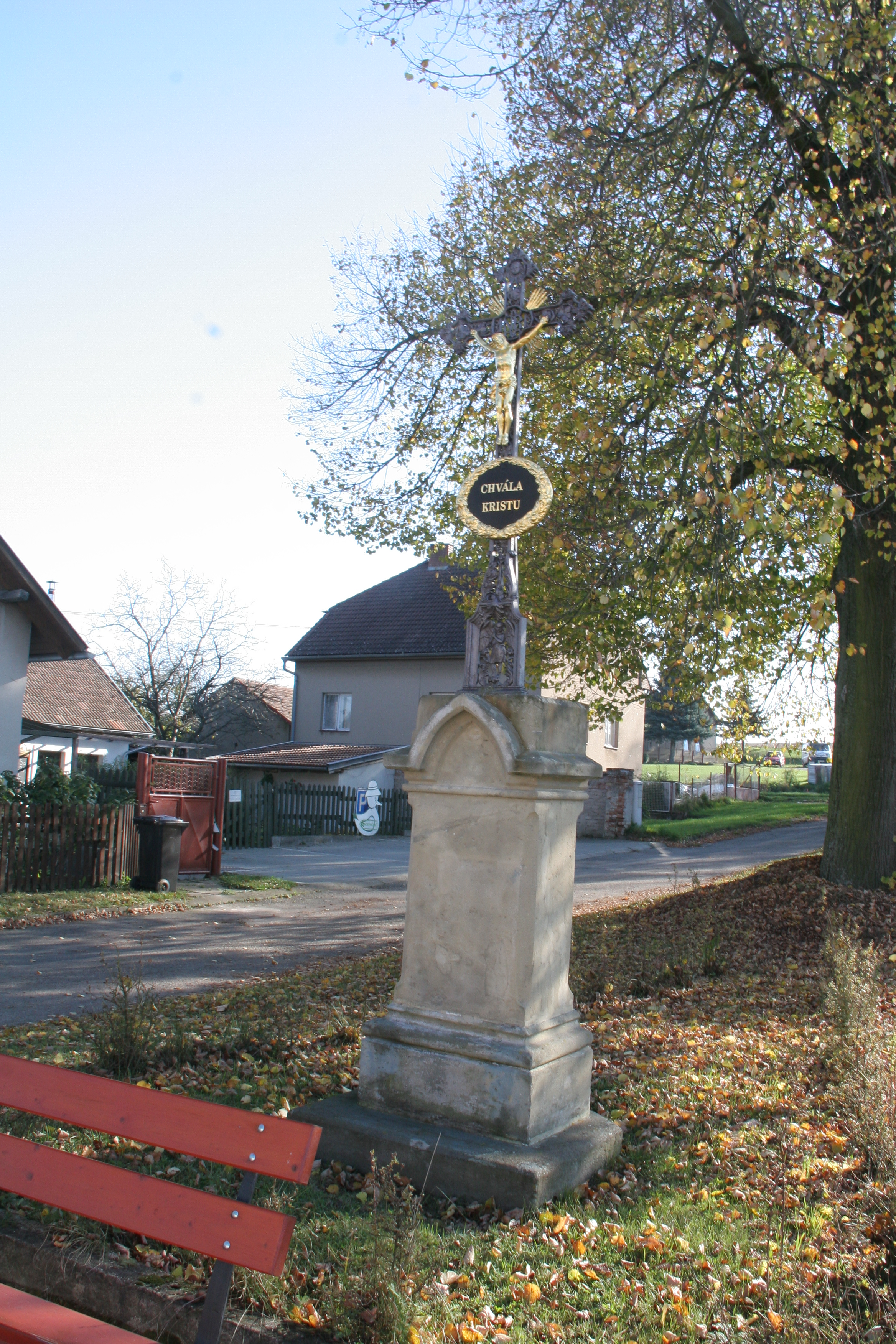
Kreuz

Vysoká u Holic (deutsch Wysoka, 1939–45 Wissoka bei Holitz) ist ein Ortsteil der Gemeinde Ostřetín in Tschechien. Er liegt sieben Kilometer südöstlich von Holice und gehört zum Okres Pardubice.

## Geographie
Vysoká u Holic befindet sich in den westlichen Ausläufern der Choceňská tabule (Chotzener Tafel) an einem Zufluss zur Struha. Das Dorf wird von der Staatsstraße I/35 / E 442 zwischen Holice und Vysoké Mýto durchquert, von der im Ort die Staatsstraße II/322 nach Dašice abzweigt. Nordwestlich erhebt sich die Sychrova (289 m n.m.) Gegen Süden liegen die Teiche Obora und Lodrant.
Nachbarorte sind Horní Jelení und Jezírek im Nordosten, Prochody und Újezd u Chocně im Osten, Jaroslav im Südosten, Obora, Bory, Žíka, Franclina und Trusnov im Süden, Najlust und Čeradice im Südwesten, Litětiny, Horní Roveň und Dolní Roveň im Westen sowie Roveňsko und Ostřetín im Nordwesten.

## Geschichte
Die erste schriftliche Erwähnung von Vysoká erfolgte im Jahre 1454. Das an einer alten Handelsstraße gelegene Dorf gehörte über Jahrhunderte zur Herrschaft Zámrsk. Zu Zeiten der böhmischen Königin Maria Theresia erfolgte der Ausbau der Straße zur Hauptverbindung zwischen Olmütz, Königgrätz und Josefstadt.
Im Jahre 1835 bestand das im Chrudimer Kreis gelegene Dorf Wysoka aus 46 Häusern, in denen 271 Personen lebten. Im Ort gab es ein Wirtshaus. Pfarrort war Wostřetin. Bis zur Mitte des 19. Jahrhunderts blieb Wysoka dem Allodialgut Zamrsk untertänig.
Nach der Aufhebung der Patrimonialherrschaften bildete Vysoká u Holice ab 1849 eine Gemeinde im Gerichtsbezirk Holitz. Ab 1868 gehörte das Dorf zum politischen Bezirk Pardubitz. 1869 hatte Vysoká u Holice 291 Einwohner und bestand aus 53 Häusern. Zum Ende des 19. Jahrhunderts wurde der Gemeindename in Vysoká u Holic geändert.
Im Jahre 1900 lebten in der Gemeinde 316 Menschen, 1930 waren es 278. 1949 wurde Vysoká u Holic dem Okres Holice zugeordnet, seit 1960 gehört die Gemeinde wieder zum Okres Pardubice. 1961 erfolgte die Eingemeindung nach Ostřetín. Beim Zensus von 2001 lebten in den 66 Häusern von Vysoká u Holic 164 Personen.

## Gemeindegliederung
Der Ortsteil Vysoká u Holic bildet einen Katastralbezirk.

## Sehenswürdigkeiten
- Gusseisernes Kreuz an der Dorfstraße